# ترايتون (قمر)
تريتون هو أكبر الأقمار الطبيعية للكوكب نبتون، والقمر النبتوني الأول المُكتشف. اكتشفه الفلكي الإنجليزي ويليام لاسيل في 10 أكتوبر عام 1846. يُعد القمر الكبير الوحيد في المجموعة الشمسية ذا المدار التراجعي، أي أنه يدور في مداره حول كوكبه بعكس جهة دوران كوكبه حول نفسه. يبلغ قطره 2,710 كيلومترًا (1,680 ميلًا)، وهو سابع أكبر قمر في النظام الشمسي، والقمر الوحيد من بين أقمار نبتون الذي يملك كتلة كافية لتحقيق التوازن الهيدروستاتيكي، وثاني أكبر قمر بالنسبة لكوكبه، إذ يلي قمر كوكبنا الأرض. بسبب مداره التراجعي، وتركيبه الذي يشبه بلوتو، يُعتقد أنّ تريتون كوكب قزم استوليَ عليه من حزام كايبر.
يتشكل سطح تريتون من النتروجين المتجمد في معظمه، بالإضافة إلى أن القشرة عبارة عن ماء متجمد في المعظم، يُعد غلاف (دثار) هذا القمر جليديًا، ونواته مكونة بشكل أساسي من الصخور والمعادن. تشكل النواة نحو ثلثي كتلته الكلية. يبلغ متوسط كثافته 2.061 غرامًا/سنتيمتر مكعب، وهذا يدل على أنّ جليد الماء يشكّل نحو 15-35% من مكوناته.
وجدت فوياجر2 أثناء تحليقها بالقرب من تريتون عام 1989 أنّ درجة حرارة سطحه تبلغ -235 درجة مئوية، واكتشفت أيضًا فوّارات نشطة على سطحه. إنّ فوياجر2 المركبة الفضائية الوحيدة التي زارت تريتون. يُعد تريتون واحدًا من أقمار قليلة في النظام الشمسي المعروفة بنشاطها الجيولوجي (الأقمار النشطة الأخرى هي: قمر المشتري آيو وأوروبا، وقمري زحل إنسيلادوس وتيتان). نتيجة لهذا، فإنّ سطحه حديث نسبيًا، بالإضافة إلى وجود فوهات صدمية قليلة واضحة. تشير التضاريس التكتونية والبركانية الجليدية المتشابكة إلى تاريخ جيولوجي معقّد. توجد في جزء من سطحه فوّارات تطلق غاز الهيدروجين المُصعّد، وهذا يساهم في غلاف جوي نتروجيني هش يبلغ ضغطه عند مستوى سطح البحر أقل من ضغط الأرض بـ1/70000 مرة عند نفس المستوي.

## اكتشافه وتسميته
اكتشف الفلكي البريطاني ويليام لاسيل القمر تريتون في 10 أكتوبر عام 1846، بعد 17 يومًا فقط من اكتشاف نبتون. تلقّى جون هيرشل أنباء اكتشاف نبتون، وكتب للاسيل اقتراحًا يقتضي بالبحث عن أقمار محتملة. قام لاسيل بذلك، واكتشف تريتون بعد ثمانية أيام من اقتراح هيرشل. ادّعى لاسيل لفترة من الزمن اكتشافه حلقات. على الرغم من إثبات امتلاك نبتون لحلقات في وقتٍ لاحق، إلّا أنها كانت باهتة جدًا ومظلمة بشكلٍ لا يمكن تصديق أنه رآهم بالفعل. كان يعمل في صناعة الجعة، وقد راقب لاسيل تريتون بتلسكوب معدني ذي مرآة عاكسة بفتحة عدسة تبلغ 61 سنتيمترًا (24 إنشًا) صنعه بنفسه (المعروف بالعاكس «ذي القدمين»).
جرى التبرع بهذا التلسكوب في وقت لاحق للمرصد الملكي غرينتش في ثمانينيات القرن التاسع عشر، لكن في النهاية فُكِّك.
سُمّي تريتون على اسم إله البحر اليوناني تريتون، ابن بوسيدون (الإله اليوناني واسمه مطابق لإله البحر نبتون في الميثولوجيا الرومانية). اقترح كميل فلاماريون هذا الاسم في البداية في كتابه علم الفلك الشعبي عام 1880، وجرى تبني هذا الاسم رسميًا بعد عدة عقود. وكان يشار إلى نبتون باسم «قمر نبتون» حتى اكتشاف قمره الثاني نيريد عام 1949. لم يقم لاسيل بتسمية اكتشافه، واقترح فيما بعد بنجاح اسم هايبريون، الذي اختاره جون هيرشل سابقًا، كاسم لقمر زحل الثامن عندما اكتشفه.

## المدار والدوران

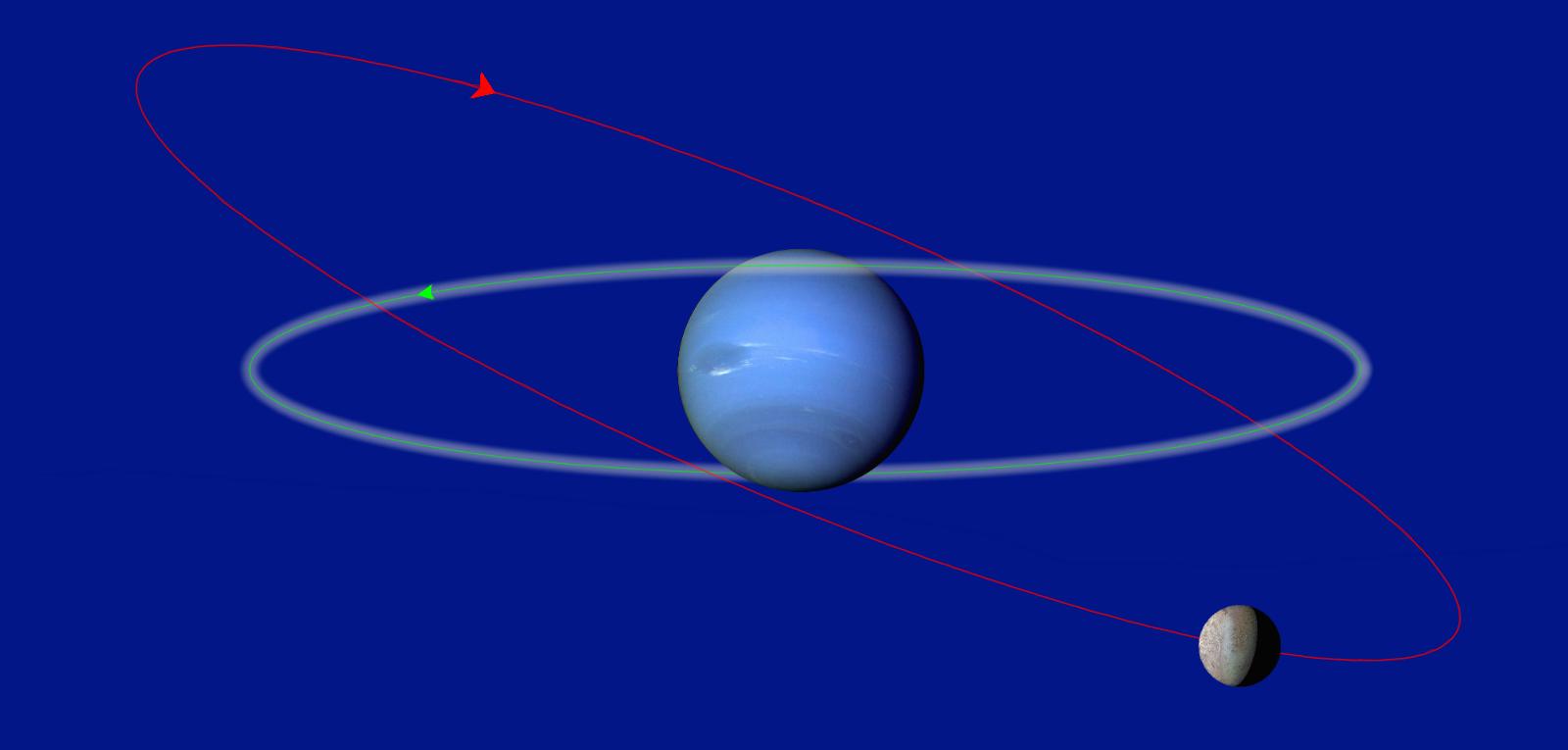
مدار ترايتون ونبتون

يعتبر ترايتون مميزاً بين أقمار المجموعة الشمسية بسبب الحركة التراجعية حول كوكبه (يدور باتجاه معاكس لاتجاه دوران كوكبه. هناك أقمار أخرى بحركة تراجعية، ولكنها صغيرة الحجم وأبعد عن كواكبها السيّارة.
يرتبط مدار ترايتون بمَيلين، الأول هو زاوية ميلان محور نبتون لمدار ترايتون 30°، وزاوية ميلان مدار ترايتون لمحور دوران نبتون 157°.
دوران ترايتون مقيّد مادّياً بالتزامن مع مداره حول نبتون، حيث يبقي وجهاً واحداً تجاه الكوكب دائماً. خط استواء ترايتون يتراصف تقريباً بشكل كامل مع سطحه المداري.
أصبح دوران ترايتون حول نيبتون تقريباً دائرة مثالية بـانحراف مداري مقداره صفر. لا يعتقد أنّ المرونة اللزوجية المرطَّبة بسبب المد والجزر قادرة على إحداث تدوير متعلق بالمد والجزر (وهو تأثير قوى المد والجزر، بين جسم يدور بمدار ما حول جسم آخر وذلك الجسم، والذي يتناقص بواسطته الانحراف المداري بمرور الوقت حتى يصبح المدار دائرياً بدلاً من إهليجي) في مدار ترايتون منذ نشوء النظام. مصدر. من المحتمل أن مقاومة المائع من القرص الحُطامي قد لعبت دوراً كبيراً.
يرتبط مدار تريتون بميلين اثنين، الأول هو ميل محور دوران نبتون عن مداره، والذي يبلغ 30 درجة، والثاني هو ميل مدار تريتون بالنسبة لمدار دوران نبتون، والذي يبلغ 157 درجة (يشير الميل الذي يزيد عن 90 درجة إلى حركة تراجعية). يتحرك تريتون في مداره للأمام بالنسبة لدوران نبتون ويستغرق 678 سنة أرضية ليكمل دورة حوله (4.1 سنة نبتونية). وهذا ما يجعل ميل مداره النسبي بالنسبة لنبتون يتراوح بين 127 و 180 درجة. يبلغ هذا الميل حاليًا 130 درجة. إن مدار تريتون في أبعد نقطة تقريبًا في الوقت الحالي عن الاشتراك في المستوي مع مدار نبتون.
يُعد دوران تريتون مقيدًا مديًا بالنسبة لنبتون، وهذا ما يجعله في مدار متزامن حوله: وهذا يعني بقاء وجه واحد من تريتون مقابل نبتون بشكل دائم. يحاذي خط استواء تريتون مستويه المداري تمامًا. يميل محور دوران تريتون في الوقت الحالي عن المستوي المداري لنبتون بنحو 40 درجة، ولهذا السبب في نقطة ما خلال السنة النبتونية، يكون البعد بين قطبي تريتون والشمس متساويًا، كأقطاب أورانوس تقريبًا. بدوران نبتون حول الشمس، تتناوب المناطق القطبية لتريتون في مواجهة الشمس، ما يؤدي إلى تغيرات فصلية في أحد القطبين، بينما يتحرك القطب الآخر باتجاه الشمس. رُصدت مثل هذه التغيرات في عام 2010.
أصبح دوران تريتون حول نبتون يشكّل دائرة تامة تقريبًا، وانحرافه المداري يقارب الصفر. لا يُعتقد أنّ المرونة اللزوجية التي تتضاءل بسبب المد والجزر قادرة لوحدها أن تجعل مدار تريتون دائريًا اعتبارًا من الوقت الذي نشأ فيه هذا النظام، ومن المحتمل أن مقاومة الغاز الناتجة عن قرص الحطام الذي يتحرك بشكل تقدمي (نفس جهة دوران الكوكب) قد لعبت دورًا أساسيًا. إنّ السبب في مدار تريتون أيضًا هي التفاعلات المدية، إذ يقترب مداره من نبتون أكثر من اقتراب مدار القمر من الأرض، وهذا يسبب المزيد من التدهور بشكل تدريجي. من المتوقع أن يعبر تريتون حد روش الخاص بنبتون بعد نحو 3.6 مليار عام من الآن. ويؤدي بالتالي إمّا لتصادمه مع الغلاف الجوي لنبتون، أو لتحطمه. وهذا ما سيشكل نظام حلقات جديدًا مشابهًا لذلك الموجود حول زحل.

## عملية الاستيلاء على تريتون
لا يمكن أن تتشكل الأقمار ذات المدار التراجعي في نفس منطقة السديم الشمسي بشكل مشابه للكواكب التي تدور حولها هذه الأقمار، لذلك يجب أن يكون استوليَ على تريتون من مكان آخر. من الممكن أنه تشكّل في حزام كايبر، وهو عبارة عن حلقة صغيرة من الأجسام الجليدية التي تمتد من مدار نبتون (على بعد 30 وحدة فلكية عن الشمس) وحتى مسافة 50 وحدة فلكية من الشمس تقريبًا. يُعتقد أنّ هذا الحزام المكان الأصلي لأغلبية المذنبات ذات الفترات المدارية القصيرة التي تُرصد من الأرض، يُعتبر الحزام أيضًا موطنًا لعدة أجسام كبيرة تشبه الكواكب مثل بلوتو، والذي يُعرف حاليًا بأنه أكبر الأجسام (البلوتينوات) في حزام كايبر والمقيد ضمن رنين مداري مع نبتون. إن تريتون أكبر بقليل من بلوتو، ومتماثل تقريبًا في التركيب، وهذا ما قاد إلى فرضية أنّ الجسمين من أصل مشترك.
ربما تفسر عملية الاستيلاء المقترحة على تريتون العديد من الميزات للنظام النبتوني، بما في ذلك المدار المنحرف بشكل كبير لقمر نبتون نيريد، وقلة عدد الأقمار بالمقارنة مع الكواكب العملاقة الأخرى. تقاطَعَ المدار المنحرف لتريتون في البداية مع مدارات الأٌقمار غير النظامية وأخلّ بالأقمار النظامية الأصغر، إذ شتتها بواسطة التفاعلات الثقالية.